# Йохан Карл Ернст фон Золмс-Рьоделхайм-Асенхайм
Йохан Карл Ернст фон Золмс-Рьоделхайм-Асенхайм (на немски: Johann Ernst Carl von Solms-Rödelheim und Assenheim; * 8 май 1714, Рьоделхайм; † 15 януари 1790, Асенхайм) е граф на Золмс-Асенхайм и в Рьоделхайм.

## Биография
Той е син на граф Лудвиг Хайнрих фон Золмс-Рьоделхайм-Асенхайм (1667 – 1728) и съпругата му управляващата графиня Вилхелмина Кристиана фон Лимпург (1679 – 1757), дъщеря на граф Вилхелм Хайнрих фон Лимпург-Гайлдорф (1652 – 1690) и графиня Елизабет Доротея де Лимпург-Гайлдорф (1656 – 1712). По-големият му брат е Вилхелм Карл Лудвиг фон Золмс-Рьоделхайм-Асенхайм (1699 – 1778).
През 1786 г. Йохан Карл Ернст дава нареждане на франкфуртския строител Георг Фридрих Мак да преустрои золмския дворец в Асенхайм.
Йохан Карл Ернст умира на 75 години на 15 януари 1790 г. в Асенхайм (Нидатал) и е погребан там.

## Фамилия
Първи брак: на 15 юли 1750 г. с Хенриета Шарлота Албертина фон Терци цу Кронентал (* 1717; † 30 март 1760, Асенхайм). Те нямат деца.
Втори брак: на 10 септември 1761 г. във Вертхайм с графиня Амьона Шарлота Елеонора фон Льовенщайн-Вертхайм-Вирнебург (* 14 февруари 1743, Вертхайм; † 1 юни 1800, Асенхайм), дъщеря на граф Йохан Лудвиг Фолрат фон Льовенщайн-Вертхайм-Вирнебург (1705 – 1790) и графиня Фридерика Шарлота Вилхелмина фон Ербах-Ербах (1722 – 1786). Те имат децата:
- Фолрат Фридрих Карл Лудвиг (* 6 декември 1762; † 5 февруари 1818), граф на Золмс-Рьоделхайм-Асенхайм, женен I. на 29 август 1789 г. в Лаубах за графиня Филипина Шарлота София фон Золмс-Лаубах (* 19 декември 1771; † 6 юли 1807), II. на 2 ноември 1811 г. в Рьоделхайм за Мария Хофман (* 20 февруари 1783; † 10 февруари 1843)
- Карл Кристиан (* 22 януари 1764; † 25 февруари 1764)
- Фридерика Луиза (* 25 април 1766; † 29 април 1766)